# Bạo lực tình dục trong chiến tranh

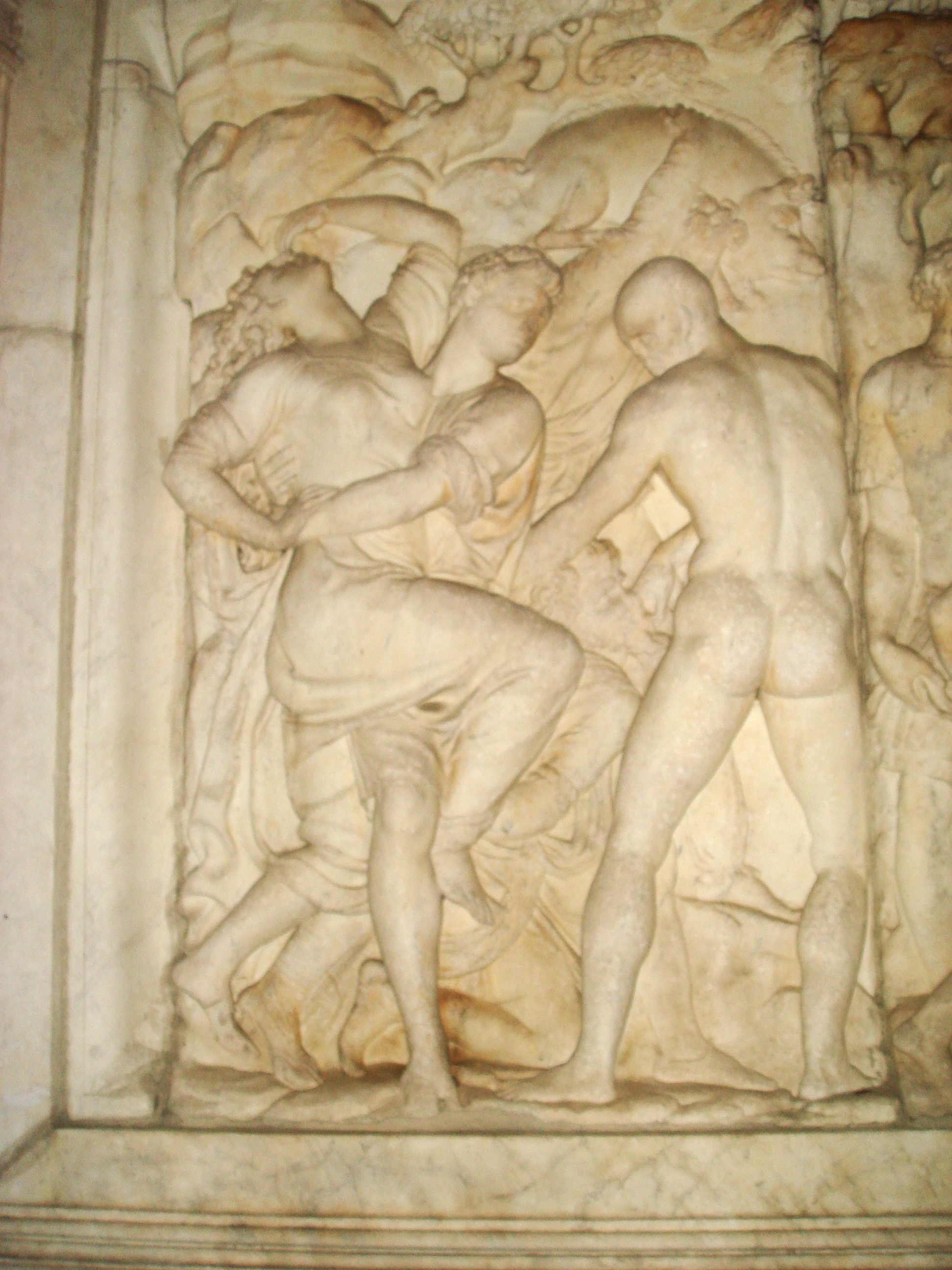
Đài tưởng niệm các Condottiero Giovanni dalle Bande Spinning miêu tả một người đàn ông, bắt cóc phụ nữ. (Piazza San Lorenzo, Florence)

Bạo lực tình dục trong chiến tranh là việc hãm hiếp hoặc các hình thức bạo lực tình dục khác do các chiến binh gây ra trong xung đột vũ trang, chiến tranh hoặc chiếm đóng quân sự. Nó thường là chiến lợi phẩm của chiến tranh; nhưng đôi khi, đặc biệt là trong xung đột sắc tộc, hiện tượng này có động cơ xã hội học rộng hơn. Bạo lực tình dục trong chiến tranh cũng có thể bao gồm hiếp dâm tập thể và hiếp dâm với các vật thể nào đó. Nó được phân biệt với quấy rối tình dục, tấn công tình dục và hiếp dâm trong quân đội.
Trong chiến tranh và xung đột vũ trang, hiếp dâm thường được sử dụng như một phương tiện chiến tranh tâm lý để làm nhục kẻ thù. Bạo lực tình dục thời chiến có thể xảy ra trong nhiều tình huống, bao gồm nô lệ tình dục được thể chế hóa, bạo lực tình dục thời chiến liên quan đến các trận chiến hoặc tàn sát cụ thể, và các hành vi bạo lực tình dục cá nhân hoặc riêng lẻ.
Hiếp dâm cũng có thể được công nhận là diệt chủng hoặc làm sạch sắc tộc khi được thực hiện với mục đích tiêu diệt, toàn bộ hoặc một phần, một nhóm mục tiêu; tuy nhiên, hiếp dâm vẫn lan rộng trong các khu vực xung đột. Có những công cụ pháp lý quốc tế khác để truy tố thủ phạm nhưng điều này đã xảy ra vào cuối những năm 1990. Tuy nhiên, cho đến nay, các công cụ pháp lý này chỉ được sử dụng cho các cuộc xung đột quốc tế, do đó đặt gánh nặng chứng minh trong việc trích dẫn bản chất quốc tế của xung đột để tiến hành truy tố.